# Мартин Чаплич-Шпанівський

герб Кердея

Мартин Чаплич-Шпанівський (? — між 1633 і 1638) — руський (український) шляхтич, релігійний та політичний діяч.

## Життєпис
Батьком Мартина був луцький суддя Федір Чаплич, дідом — Кадіян Чаплич. Мав братів Адама, Івана, Миколи, Юрія Чапличів.
Власник Береська у Володимирському повіті (Волинь). Навчався у Нюрнберґу, де 1597 року опублікував тези: «Positiones de principatu». 1599 року записався поляком (велика рідкість для руської шляхти) в Базелі, тут зачитав тези: «De virtute morali», які віршованою епіграмою прикрасив Алєксандер Ґрот Слупецький. Після повернення додому брав участь у релігійній, політичній діяльності, у синоді аріян у Ракові 1612 року, разом з братом Юрієм підписав лист для делегації, обраної для порозуміння аріян з кальвіністами на Люблінському синоді. 1616 року підписав інструкцію для послів на сейм від Луцького сеймику. Посол конвокаційного сейму 1632 року, брав участь у виборах королем Владислава IV, протестував проти обмеження прав аріян. Серед одновірців мав значні симпатії, був добрим промовцем. Помер правдоподібно між 1633—1638, бо 1638 року дідичами Береська були брати Андрій та Олександр.